# Andlau
Pour les articles homonymes, voir Andlau (homonymie).
Andlau (Àndlöi en alsacien) est une commune française viticole située dans la circonscription administrative du Bas-Rhin et, depuis le 1er janvier 2021, dans le territoire de la Collectivité européenne d'Alsace, en région Grand Est.
Cette commune se trouve dans la région historique et culturelle d'Alsace.
Elle est une étape à la fois sur :
- la Route des vins d'Alsace ;
- la Véloroute du vignoble d'Alsace (EuroVelo 5) ;
- la partie vosgienne (versant alsacien) du sentier de grande randonnée GR 5 et du sentier européen E2 ;
- la partie alsacienne du chemin de Saint-Jacques de Compostelle.

## Géographie

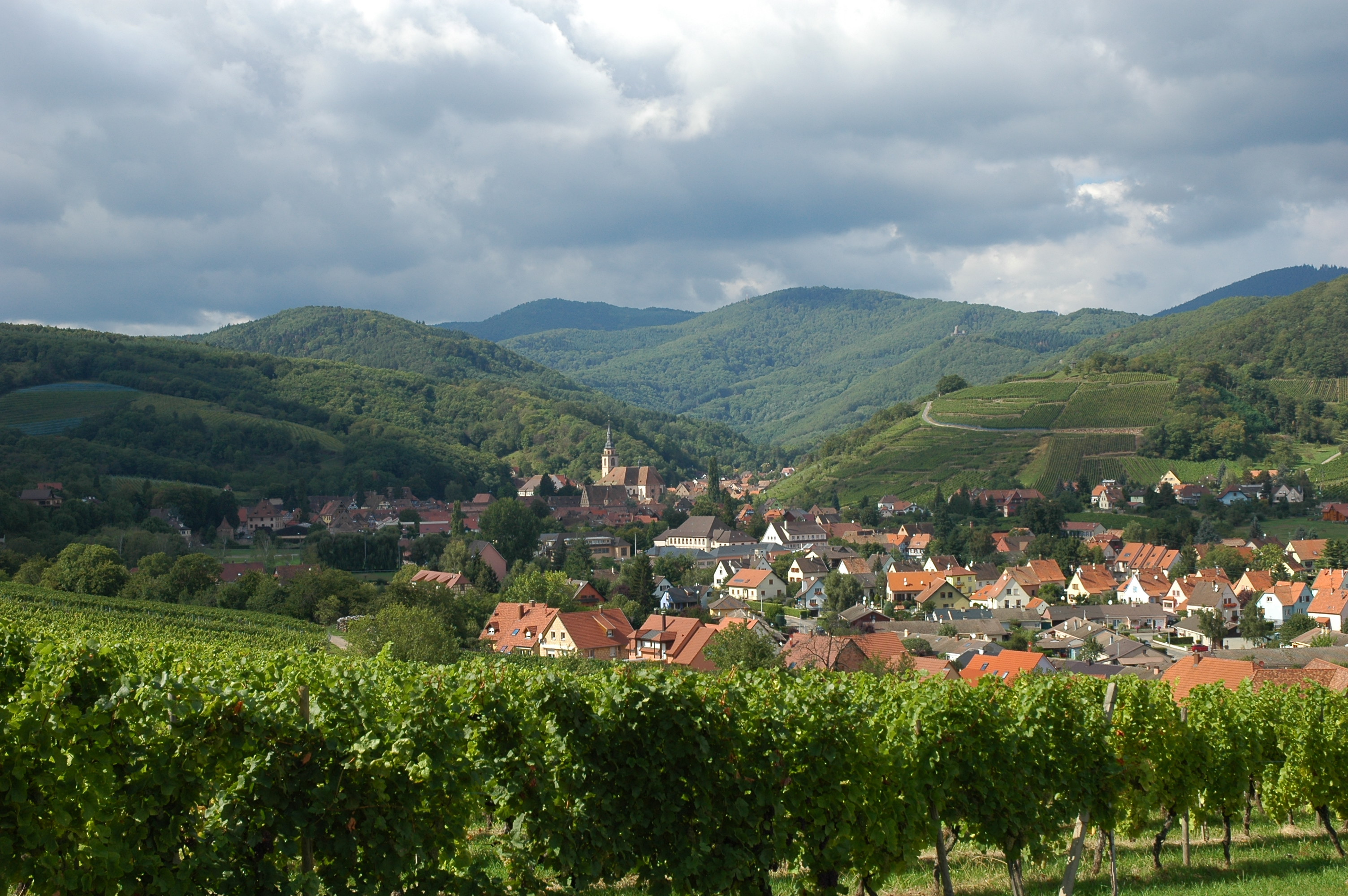
Andlau et ses vignobles.

Andlau est une petite ville du Bas-Rhin de l'arrondissement de Sélestat-Erstein et du canton d'Obernai située dans la vallée de l'Andlau sur les contreforts des Vosges. La banlieue d'Andlau est entièrement occupée par les Vosges, dont un sommet, le Stosskopf, y atteint une hauteur de 700 mètres. Ses communes limitrophes sont Mittelbergheim au nord-est, Eichhoffen à l'est, Bernardvillé au sud, le Hohwald au nord-ouest et Barr. La commune possède une superficie de 23,69 km2 dont le point le plus haut culmine à 807 mètres vers la pointe nord du Niederberg.
|            | Barr       | Mittelbergheim |
| Le Hohwald | Andlau     | Eichhoffen     |
| Albé       | Reichsfeld | Bernardvillé   |

### Cours d'eau
L'Andlau : petite rivière qui prend sa source dans les Vosges, près du Champ du Feu, montagne située à l'extrémité orientale du Ban de la Roche ; elle coule d'ouest en est, arrose Andlau, Eichhoffen, Saint-Pierre, Stotzheim, Zellwiller, Hindisheim, Lipsheim, Fegersheim et se jette dans l'Ill en aval de cette dernière commune, après avoir reçu en amont de Valff les eaux de la Kirneck et mis en mouvement près de 60 moulins et autres usines vers le XIXe siècle. Son cours est d'environ 45 kilomètres.

### Hydrographie
La commune est dans le bassin versant du Rhin au sein du bassin Rhin-Meuse. Elle est drainée par l'Andlau, le ruisseau la Kirneck, le ruisseau le Lilsbach, le ruisseau le Totenbach, le ruisseau l'Hasselbach, le ruisseau Luttenbaechel et le ruisseau Steinbach,.
L'Andlau, d'une longueur de 42 km, prend sa source dans la commune de Le Hohwald et se jette  dans l'Ill à Illkirch-Graffenstaden, après avoir traversé 21 communes. Les caractéristiques hydrologiques de l'Andlau sont données par la station hydrologique située sur la commune. Le débit moyen mensuel est de 0,76 m3/s. Le débit moyen journalier maximum est de 17,8 m3/s, atteint lors de la crue du 15 février 1990. Le débit instantané maximal est quant à lui de 25,5 m3/s, atteint le même jour.
La Kirneck, d'une longueur de 18 km, prend sa source dans la commune de Barr et se jette  dans l'Andlau à Westhouse, après avoir traversé sept communes.

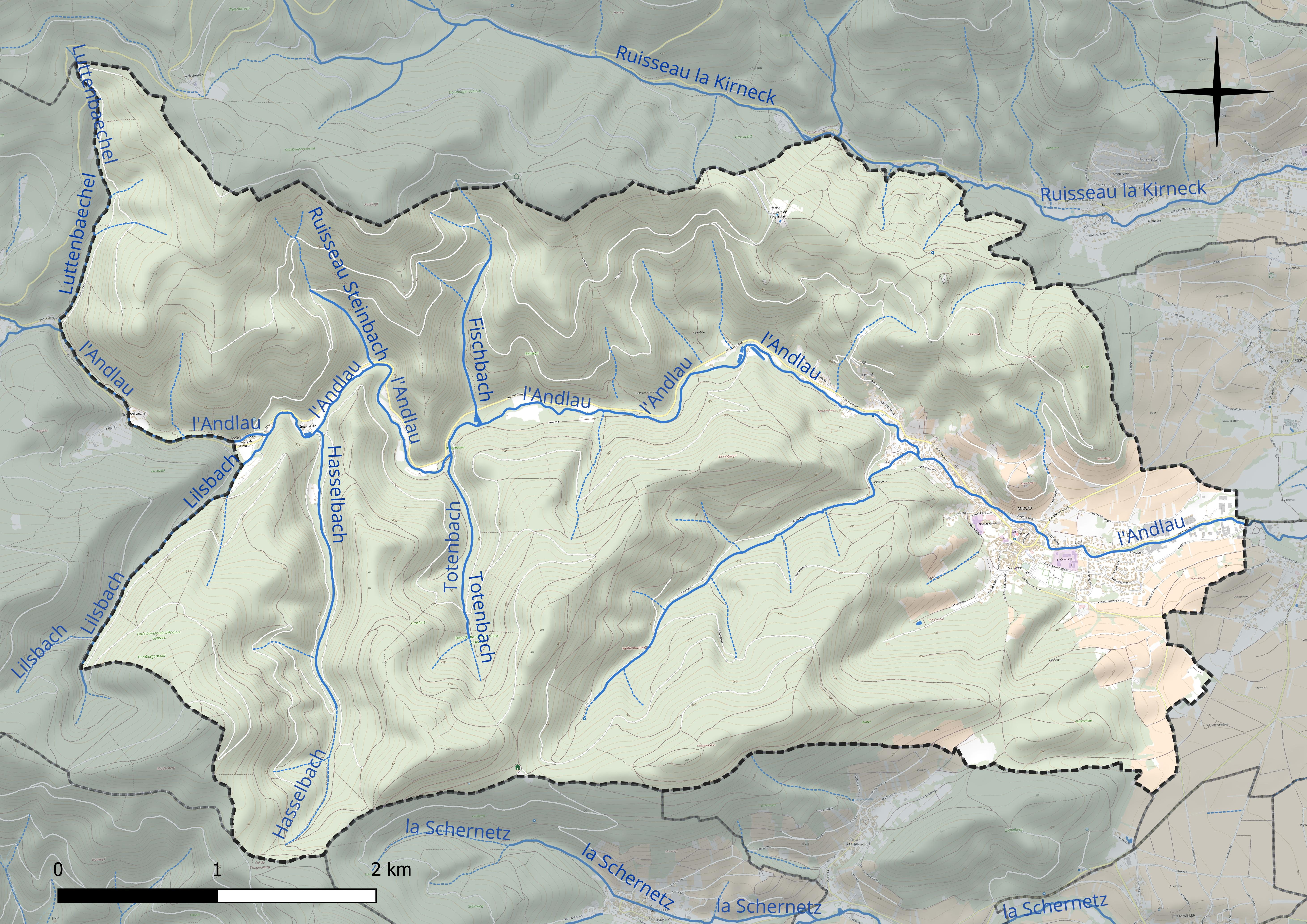
Réseau hydrographique d'Andlau.

### Climat
Pour des articles plus généraux, voir Climat du Grand Est et Climat du Bas-Rhin.
En 2010, le climat de la commune est de type climat des marges montargnardes, selon une étude du Centre national de la recherche scientifique s'appuyant sur une série de données couvrant la période 1971-2000. En 2020, Météo-France publie une typologie des climats de la France métropolitaine dans laquelle la commune est exposée à un climat semi-continental et est dans la région climatique Vosges, caractérisée par une pluviométrie très élevée (1 500 à 2 000 mm/an) en toutes saisons et un hiver rude (moins de 1 °C).
Pour la période 1971-2000, la température annuelle moyenne est de 10,3 °C, avec une amplitude thermique annuelle de 18,2 °C. Le cumul annuel moyen de précipitations est de 817 mm, avec 9,9 jours de précipitations en janvier et 10,2 jours en juillet. Pour la période 1991-2020, la température moyenne annuelle observée sur la station météorologique de Météo-France la plus proche, « Le Hohwald_sapc », sur la commune du Hohwald à 7 km à vol d'oiseau, est de 8,8 °C et le cumul annuel moyen de précipitations est de 1 129,1 mm. 
La température maximale relevée sur cette station est de 35,6 °C, atteinte le 25 juillet 2019 ; la température minimale est de −20,5 °C, atteinte le 7 février 1991,,.
Les paramètres climatiques de la commune ont été estimés pour le milieu du siècle (2041-2070) selon différents scénarios d'émission de gaz à effet de serre à partir des nouvelles projections climatiques de référence DRIAS-2020. Ils sont consultables sur un site dédié publié par Météo-France en novembre 2022.

## Urbanisme

### Typologie
Au 1er janvier 2024, Andlau est catégorisée petite ville, selon la nouvelle grille communale de densité à sept niveaux définie par l'Insee en 2022.
Elle appartient à l'unité urbaine d'Andlau, une agglomération intra-départementale regroupant trois  communes, dont elle est ville-centre,,. La commune est en outre hors attraction des villes,.

### Occupation des sols
L'occupation des sols de la commune, telle qu'elle ressort de la base de données européenne d’occupation biophysique des sols Corine Land Cover (CLC), est marquée par l'importance des forêts et milieux semi-naturels (90,2 % en 2018), une proportion sensiblement équivalente à celle de 1990 (90,5 %). La répartition détaillée en 2018 est la suivante : 
forêts (90,2 %), cultures permanentes (5,2 %), zones urbanisées (2,9 %), zones industrielles ou commerciales et réseaux de communication (0,9 %), zones agricoles hétérogènes (0,4 %), prairies (0,3 %). L'évolution de l’occupation des sols de la commune et de ses infrastructures peut être observée sur les différentes représentations cartographiques du territoire : la carte de Cassini (XVIIIe siècle), la carte d'état-major (1820-1866) et les cartes ou photos aériennes de l'IGN pour la période actuelle (1950 à aujourd'hui).

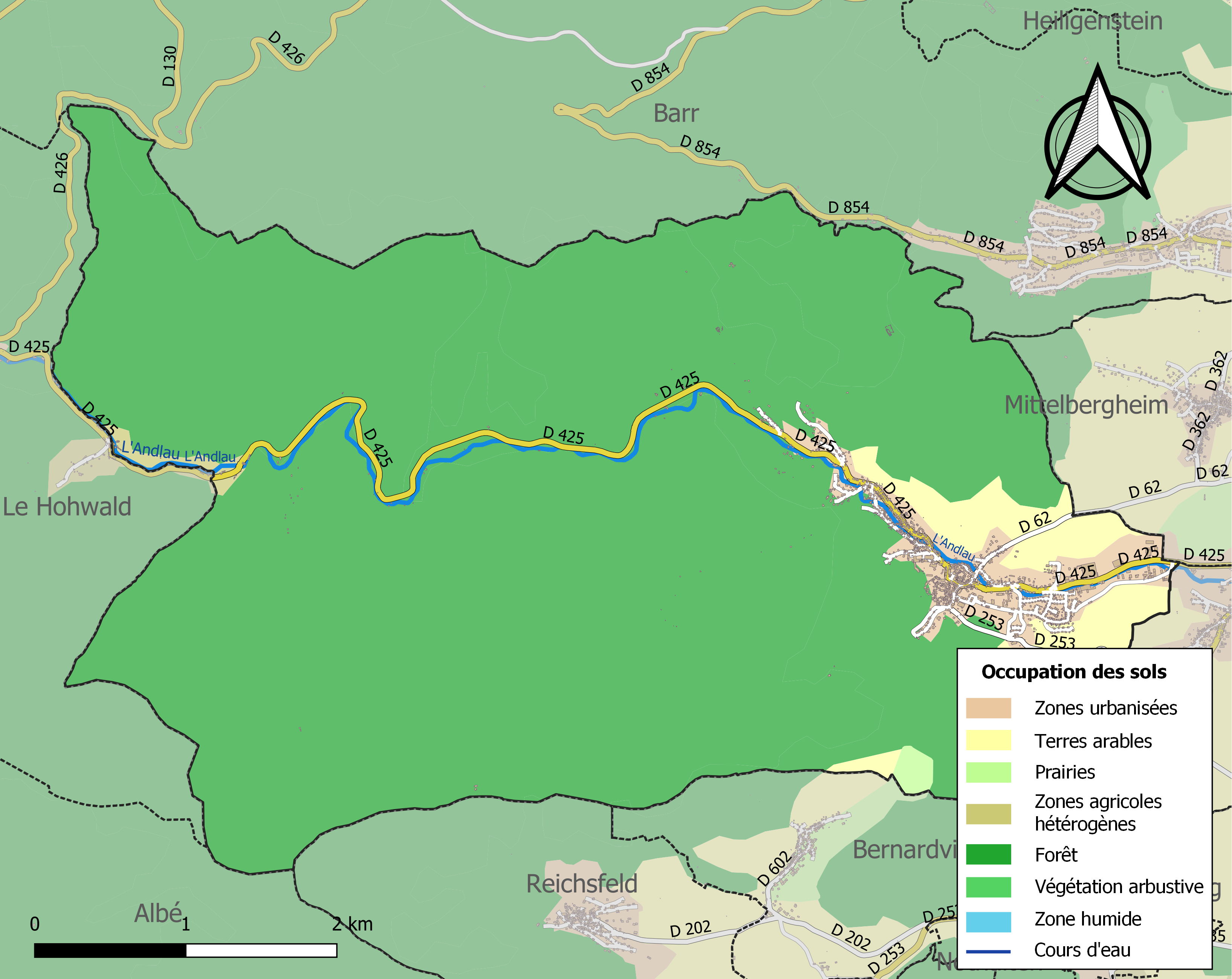
Carte des infrastructures et de l'occupation des sols de la commune en 2018 (CLC).

## Toponymie
- Andelaha
- Andelelaha
- Andeloïa
- Andeloha, 999
- Andelow
- Andeloa
- Andelow
- Andelach, 1126

### Origine du nom
Andlau est une déformation du mot Andelaha en Andelaw ou Andlaw. Le premier mot pourrait provenir du nom primitif de la rivière dont on trouve des traces dans les anciennes cartes établies aux XVe et XVIe siècles. Cette rivière de 42,8 km coule depuis le Champ du Feu jusqu'à l'Ill et se trouve être à l'origine du nom de la commune. La ville a ensuite pris le nom de la rivière. Le 30 juillet 1857, Andlau s’appelait Andlau-au-Val pour la distinguer de celui de Andelot dans la Haute-Marne. Au début du XXe siècle, le nom redevient Andlau.

## Histoire

### Un domaine occupé dès l'époque gallo-romaine
Le village est sans doute déjà occupé à l'époque gallo-romaine. Ensuite, c'est autour de l'abbaye de moniales fondée en 880 par Richarde de Souabe, fille du comte d'Alsace connu sous le nom d'Erchangar, que se développe le village. Sainte Richarde épouse par la suite l'empereur Charles le Gros, petit-fils de Louis le Débonnaire.
Selon la légende, Richarde est accusée d'inconduite par son mari. Afin de démontrer son innocence, elle se soumet à l'épreuve du feu : pieds nus et vêtue d'une chemise enduite de cire, elle traverse les flammes sans la moindre brûlure. Justifiée, mais meurtrie par le vil soupçon, elle quitte son château et s'en va dans la forêt. Un ange lui apparaît et lui enjoint de fonder un monastère à l'endroit que lui indiquera une ourse. À l'entrée du val d'Eléon, sur les bords du torrent, elle aperçoit la bête annoncée qui gratte la terre. C'est donc à cet endroit que s'élèvera l'abbaye d'Andlau. En souvenir de son origine, l'abbaye logera et nourrira gratuitement les montreurs d'ours de passage et entretiendra un ours vivant.
Telle est la légende. En fait, Richarde a déjà fondé Andlau depuis 7 ans quand Charles le Gros la répudie. C'est là qu'elle se retire. Elle est canonisée en 1049 par le pape Léon IX, un Alsacien. Les religieuses d'Andlau, toutes de noble naissance, avaient le droit de quitter le couvent et de se marier. Seule l'abbesse prononçait des vœux définitifs. Elle portait le titre, envié, de princesse du Saint-Empire.

### La fondation d'une abbaye
Cette abbaye fut placée initialement au Saint-Sauveur et suivait la règle de saint Benoît qui reçut la protection du pape. Elle fut autorisée à battre monnaie jusqu'en 1004. Elle fut dotée de biens considérables et reçut par la suite un grand nombre de privilèges. L'empereur Charles IV, en les confirmant en 1347, déclara l'abbaye exempte de toutes charges et contributions et accorda à l'abbesse Adélaïde de Géroldseck et à celles qui lui succédèrent, le titre de princesse de l'Empire. On ne connaît pas précisément l'époque précise de sa sécularisation ; on croit qu'elle eut lieu entre les XIIe et XIVe siècles. Outre la charte de l'empereur Charles IV, un grand nombre d'autres diplômes antérieurs et postérieurs ont été concédés à cette abbaye, soit pour confirmer les privilèges qu'elle avait déjà obtenus, soit pour lui en accorder de nouveaux. Les récipiendaires étaient obligés de faire preuve de seize quartiers de noblesse sans mésalliance, et les familles les plus illustres d'Alsace et d'Allemagne briguaient l'honneur d'y faire admettre leurs filles ; elles n'étaient assujetties à aucun vœu et pouvaient quand bon leur semblait, rentrer dans leurs familles et même se marier.
Cette abbaye reçut, presque dès son origine, une illustration qui n'a pas peu contribué à sa prospérité et à sa considération. On sait que l'empereur Charles le Gros, trop faible pour gouverner le vaste empire qu'il avait réuni sous son sceptre par la mort de ses deux frères, en laissa les soins à l'impératrice Richarde, son épouse ; elle avait pour conseiller Liutward, évêque de Verceil. Les courtisans, jaloux de l'autorité de l'évêque et de la confiance que lui accordait l'impératrice, méditaient depuis longtemps sa ruine et trouvèrent le moyen d'allumer dans le cœur du faible monarque une jalousie que la piété, les talents, les éminentes qualités de son épouse et vingt-cinq ans de mariage constamment heureux furent impuissants à écarter. Liutward fut chassé de la cour ; l'impératrice répudiée se retira dans le monastère d'Andlau. La légende de sainte Richarde porte qu'elle subit l'épreuve du feu, et que revêtue d'une chemise enduite de cire, à laquelle ont mis le feu en quatre endroits, elle ne fut point atteinte par les flammes qui s'éteignirent miraculeusement. Quoi qu'il en soit, ce fut dans cette abbaye que l'épouse de Charles-le-Gros finit ses jours dans la prière et les bonnes œuvres. Elle trouva aussi une source de consolations dans les lettres, qu'elle cultivait avec une grande distinction ; plusieurs belles poésies, qui sont parvenues jusqu'à nous, peignent sa résignation et la pureté de son âme. Elle mourut avant la fin du IXe siècle et fut enterrée dans une chapelle latérale de l'église d'Andlau ; un siècle et demi plus tard, elle fut canonisée par le pape Léon IX, qui s'étant trouvé en Alsace, sa patrie, vint à Andlau bénir l'église nouvellement construite sous l'abbesse Mathilde, sœur de l'empereur Henri III.

### La famille d'Andlau
On trouve les premières références à la maison d'Andlau au XIIe siècle, ce qui fait de cette famille une des lignées les plus anciennes de France. La ligne d'Andlau fait partie des 0,5 % de la noblesse française dont les origines remontent au bas Moyen Âge ; elle est ainsi considérée comme noblesse d'épée - noblesse de race ou noblesse ancienne. Les nobles d'Andlau ont peut-être donné leur nom à la ville. Selon certaines sources, la famille d'Andlau serait arrivée en Alsace à l'époque romaine avec une autre famille, les Dandolo de Venise. Cette famille aurait fondé le château du Bas-d'Andlau. Une autre version attribue à un dénommé Balthasard d'Andolo natif de Bologne la création de la ville. Il aurait suivi Charlemagne qui se dirigeait vers le nord vers le VIIIe siècle. Il se serait alors fixé au val d'Eléon et pourrait donc être à l'origine de la fondation de la lignée de la famille noble des Andlau qui a donné le nom à Andlau. Balthasard et son fils auraient fondé un petit couvent dans la vallée, près de la rivière Andlau. Cette théorie irait donc à l'encontre de la version qui veut que ce soit sainte Richarde qui ait fondé l'abbaye. Une autre proposition parle d'un chevalier d'Andlau qui aurait aidé Richarde à trouver l'emplacement où l'ours grattait le sol. La famille des Andlau accédera au statut de chevaliers à partir du IXe siècle. Ils prendront le nom de la cité et feront ainsi des legs à l'abbaye. Mais on peut aussi prétendre que cette famille a pris le nom de la ville, qui par la suite lui a donné ses armoiries. Le premier personnage, Gunther d'Andalau, cité en 1141, devient abbé de Saint-Blaise. Les sires d'Andlau s'illustrent durant la bataille de Sempach, le 9 juillet 1386, durant laquelle le comte d'Andlau perd quatre de ses fils. Elle est particulièrement affectée par la guerre de Trente Ans.
La famille d'Andlau est liée à de nombreux personnages de l'histoire de France, comme Claude-Adrien Helvétius, Jacques Necker, Germaine de Staël, Jean Le Marois, Hardouin-Gustave d'Andlau ou encore Albert de Mun.

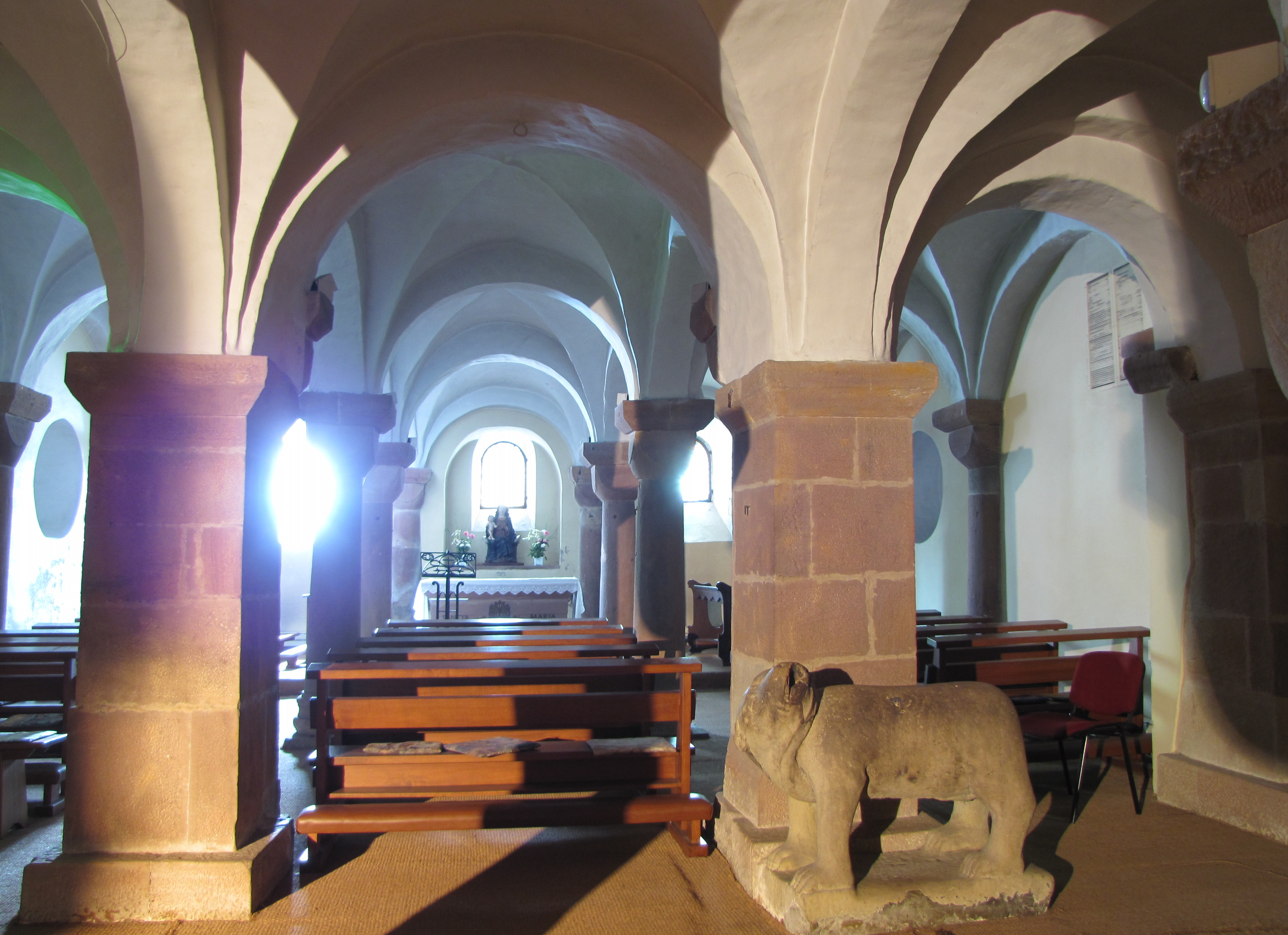
Crypte de l'abbatiale Saint-Pierre-et-Saint-Paul (XIe siècle).

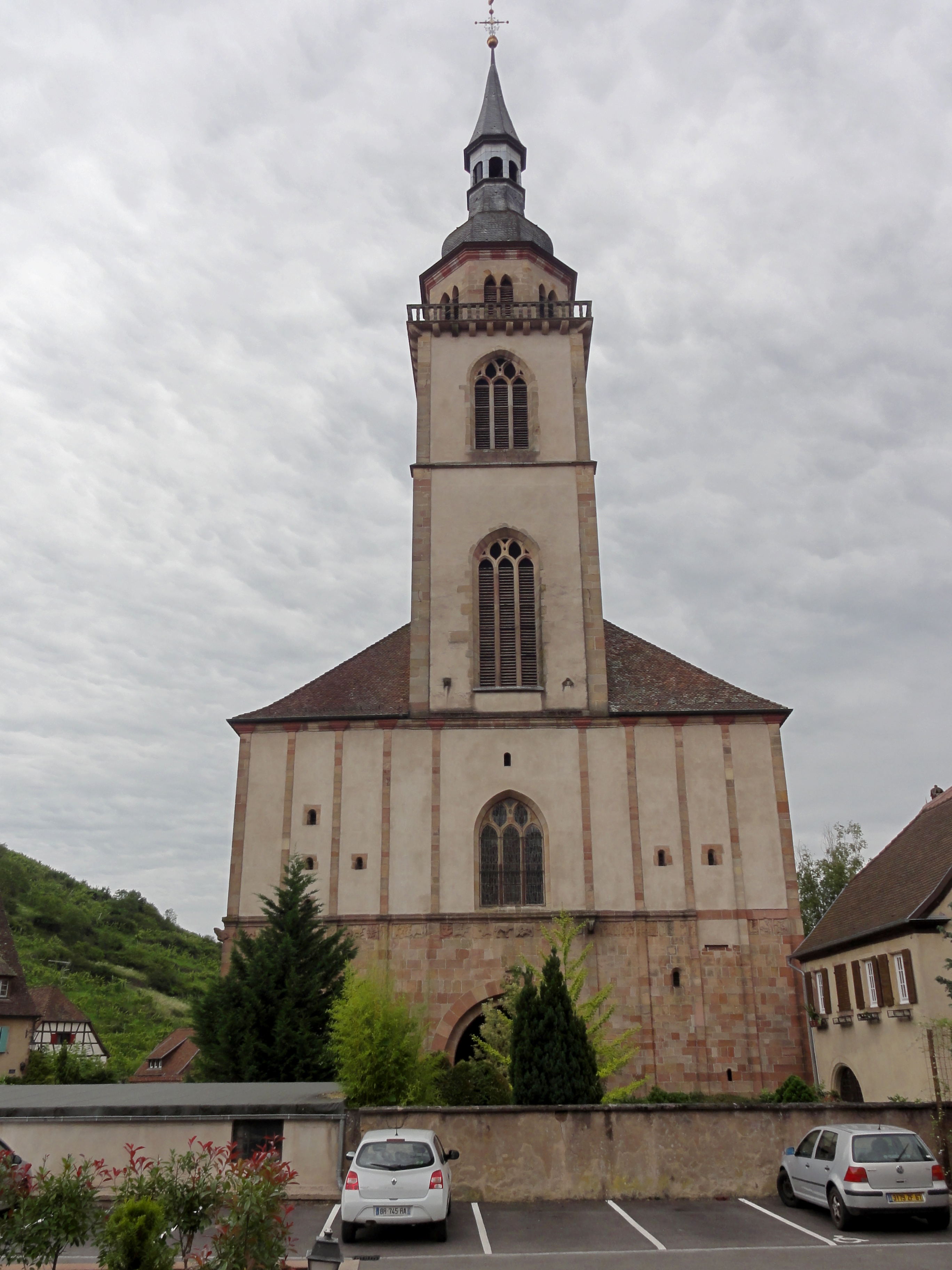
Église Saint-Pierre-et-Saint-Paul (XIe siècle-XVIIIe siècles).

### Le village se forme autour de l'abbaye
Peu à peu, il se forma aux alentours de l'abbaye une petite ville que l'abbesse donna en fief, en 1364, à la famille noble d'Andlau, une des plus illustres de l'Alsace, dont l'histoire fait mention pour la première fois en 1141 : Ganthier d'Andlau fut abbé de Saint-Blaise. Neuf ans après, Othon, comte d'Andlau (Otto de Andelaha comes) paraît comme témoin dans un diplôme donné par l'empereur Conrad III en faveur de l'abbaye de Saint-Blaise. Cette famille a produit un grand nombre d'hommes distingués, et ce qui prouve la haute considération dont elle jouissait, c'est qu'en vertu d'un antique privilège, renouvelé par Charles Quint, en 1550, l'aîné portait le titre de chevalier héréditaire du Saint-Empire.

### Andlau une ville de pèlerinage
Un pèlerinage fut dédié très tôt à la Vierge Marie dans la crypte de l'église où les chanoinesses se réunissaient chaque jour pour prier. Au XIVe siècle une tour — souvent confondue avec le château de Spesbourg —  est attestée appartenir aux nobles de Dicka. Entre le XIIIe et le XIVe siècle quatre châteaux sont édifiés à Andlau. L'un de ces châteaux est celui du Wibelsberg-Crax dont il ne subsiste que quelques vestiges. Construit entre 1232 et 1249 il est démoli une première fois par Eberhard d'Andlau, puis reconstruit à partir de 1293. Il prend alors le nom de château de Crax, mais est définitivement démoli en 1298 sur ordre de l'évêque de Strasbourg. Les sires d'Andlau fortifient la ville au XVe siècle. En 1695 le garde forestier d'Andlau, Frantz Ettighoffen, tue l'un des derniers ours des Vosges. Au milieu du XIXe siècle, Andlau compte encore dix-huit moulins. La commune est entourée de forêts et de vignes.

### Héraldique
| Blason de Andlau | Blason  | De gueules à la croix d'or.             |
| Blason de Andlau | Détails | Issues de celles de la famille d'Andlau |

## Démographie
Les habitants sont appelés les Andlaviens.
L'évolution du nombre d'habitants est connue à travers les recensements de la population effectués dans la commune depuis 1793. Pour les communes de moins de 10 000 habitants, une enquête de recensement portant sur toute la population est réalisée tous les cinq ans, les populations de référence des années intermédiaires étant quant à elles estimées par interpolation ou extrapolation. Pour la commune, le premier recensement exhaustif entrant dans le cadre du nouveau dispositif a été réalisé en 2004.

En 2022, la commune comptait 1 759 habitants, en évolution de +0,86 % par rapport à 2016 (Bas-Rhin : +3,17 %, France hors Mayotte : +2,11 %).
| 1793  | 1800  | 1806  | 1821  | 1831  | 1836  | 1841  | 1846  | 1851  |
| ----- | ----- | ----- | ----- | ----- | ----- | ----- | ----- | ----- |
| 2 012 | 2 184 | 1 990 | 1 956 | 2 179 | 2 257 | 2 193 | 2 107 | 2 110 |

| 1856  | 1861  | 1866  | 1871  | 1875  | 1880  | 1885  | 1890  | 1895  |
| ----- | ----- | ----- | ----- | ----- | ----- | ----- | ----- | ----- |
| 2 062 | 2 018 | 2 007 | 2 008 | 1 906 | 1 892 | 1 776 | 1 704 | 1 706 |

| 1900  | 1905  | 1910  | 1921  | 1926  | 1931  | 1936  | 1946  | 1954  |
| ----- | ----- | ----- | ----- | ----- | ----- | ----- | ----- | ----- |
| 1 731 | 1 735 | 1 789 | 1 510 | 1 515 | 1 559 | 1 493 | 1 453 | 1 553 |

| 1962  | 1968  | 1975  | 1982  | 1990  | 1999  | 2004  | 2006  | 2009  |
| ----- | ----- | ----- | ----- | ----- | ----- | ----- | ----- | ----- |
| 1 529 | 1 584 | 1 919 | 1 744 | 1 632 | 1 654 | 1 788 | 1 844 | 1 833 |

| 2014  | 2019  | 2022  | - | - | - | - | - | - |
| ----- | ----- | ----- | - | - | - | - | - | - |
| 1 753 | 1 738 | 1 759 | - | - | - | - | - | - |

## Jumelages
- Sexau (Allemagne) depuis 1981.

## Culture locale et patrimoine

### Lieux et monuments

#### L'église Saint-Pierre-et-Saint-Paul, ancienne église abbatiale, desXIIeetXVIIIesiècles
Son porche roman constitue l'un des chefs-d'œuvre de l'art sculptural médiéval alsacien. Crypte du XIe siècle. Vierge des XVe et XVIe siècles. Chaire de 1715 portée par Samson. Tombeau de sainte Richarde. Stalles du XVe siècle. L'église actuelle a été reconstruite au XVIIe siècle. La frise sculptée du massif occidental, sur 30 m de long et 0,60 de haut, déroule motifs animaux, personnages (héros de chevalerie, histoire de Richarde, etc.) ; au portail, le Christ, les saints Pierre et Paul, les premières scènes de la Genèse.

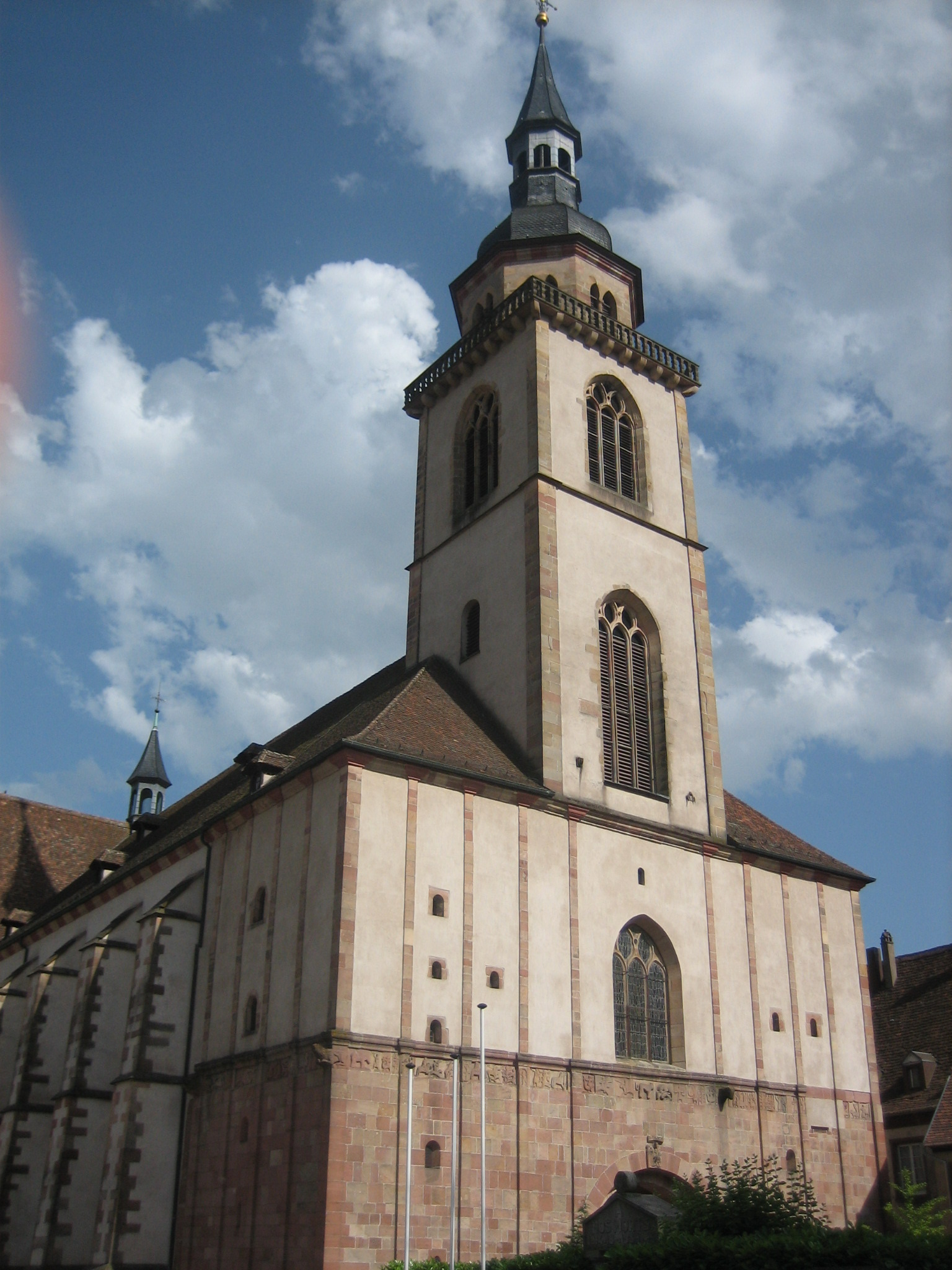
L'église Saint-Pierre-et-Saint-Paul.
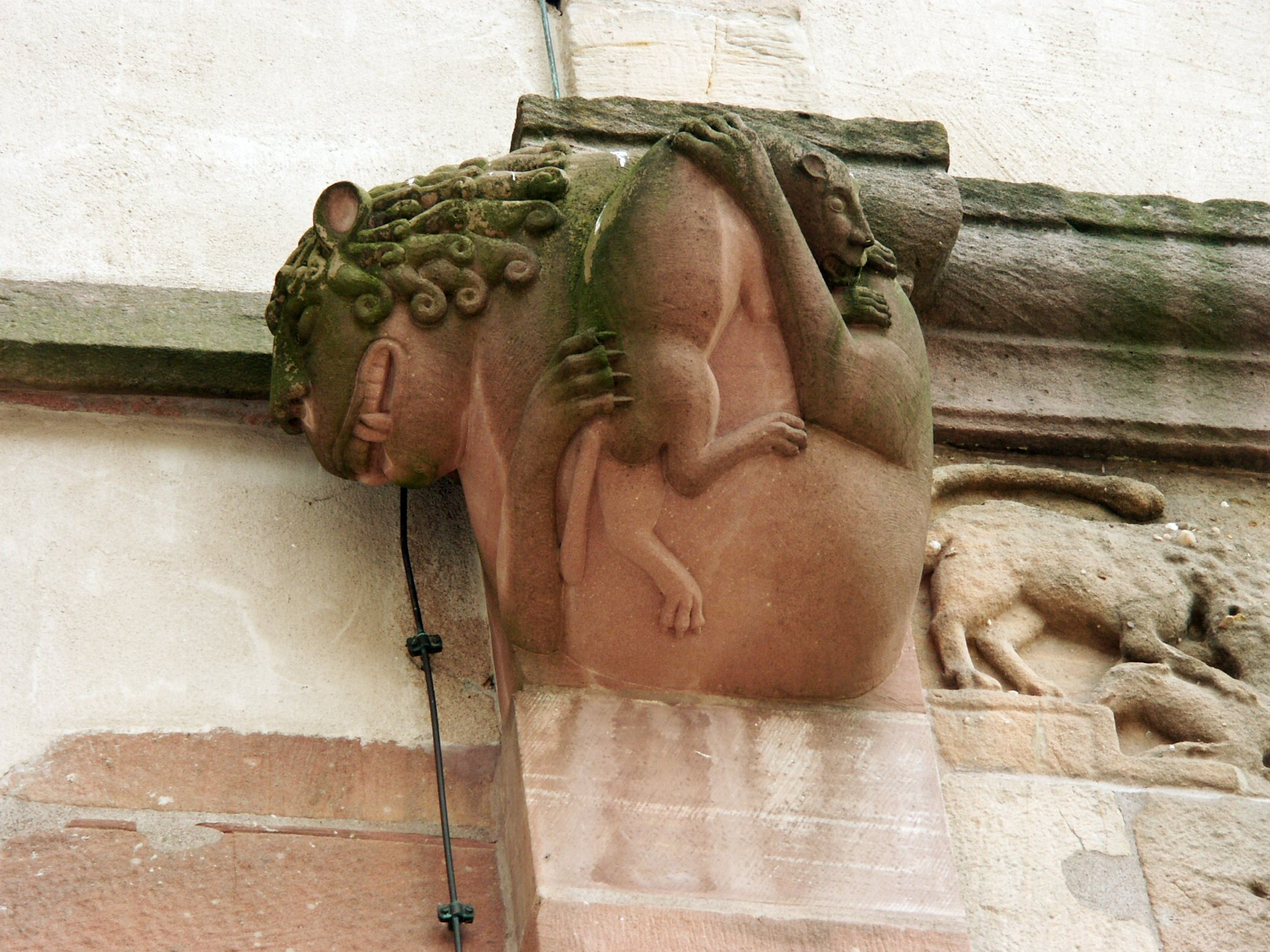
Relief de la frise côté nord.
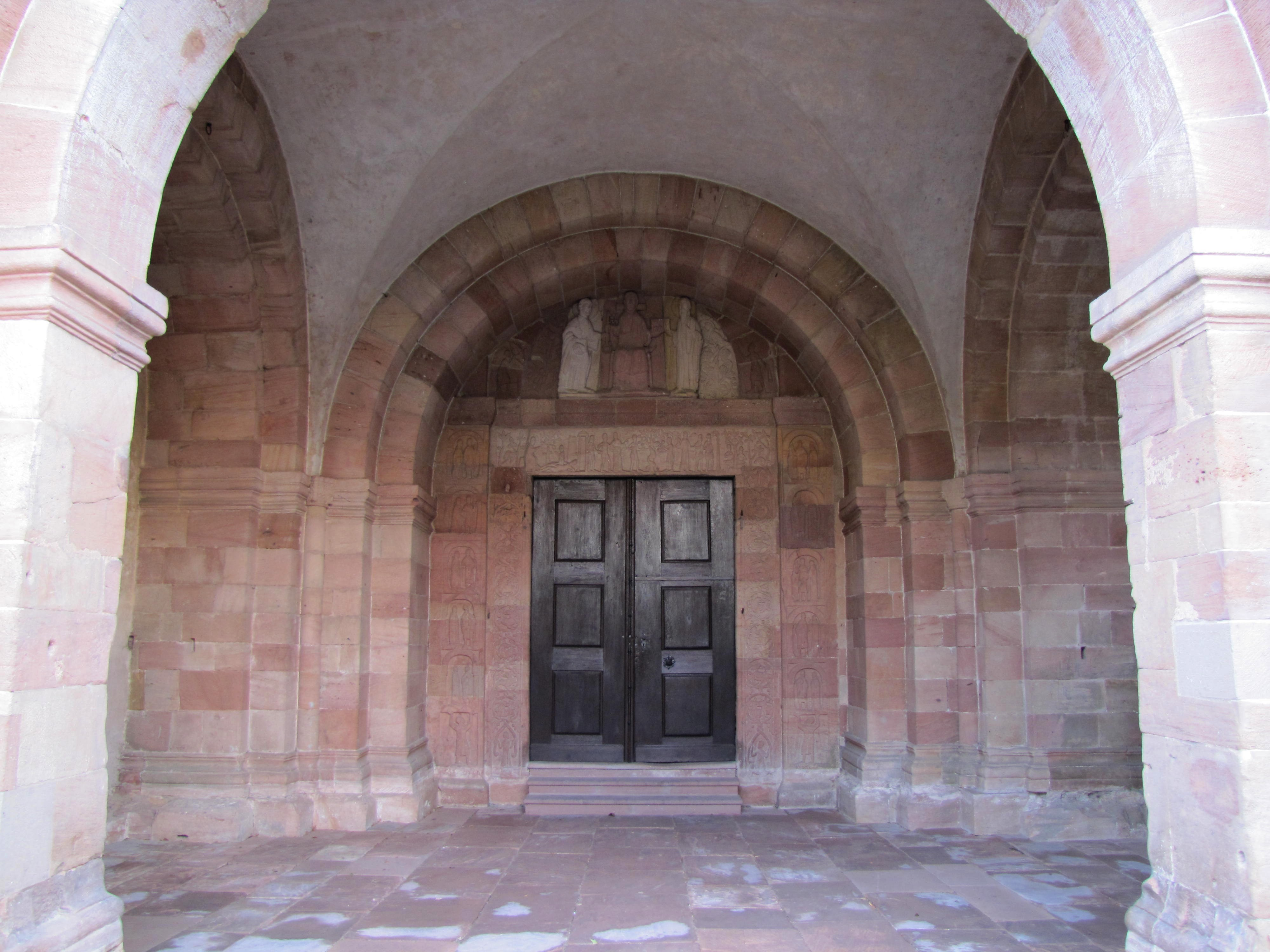
Portail principal roman.
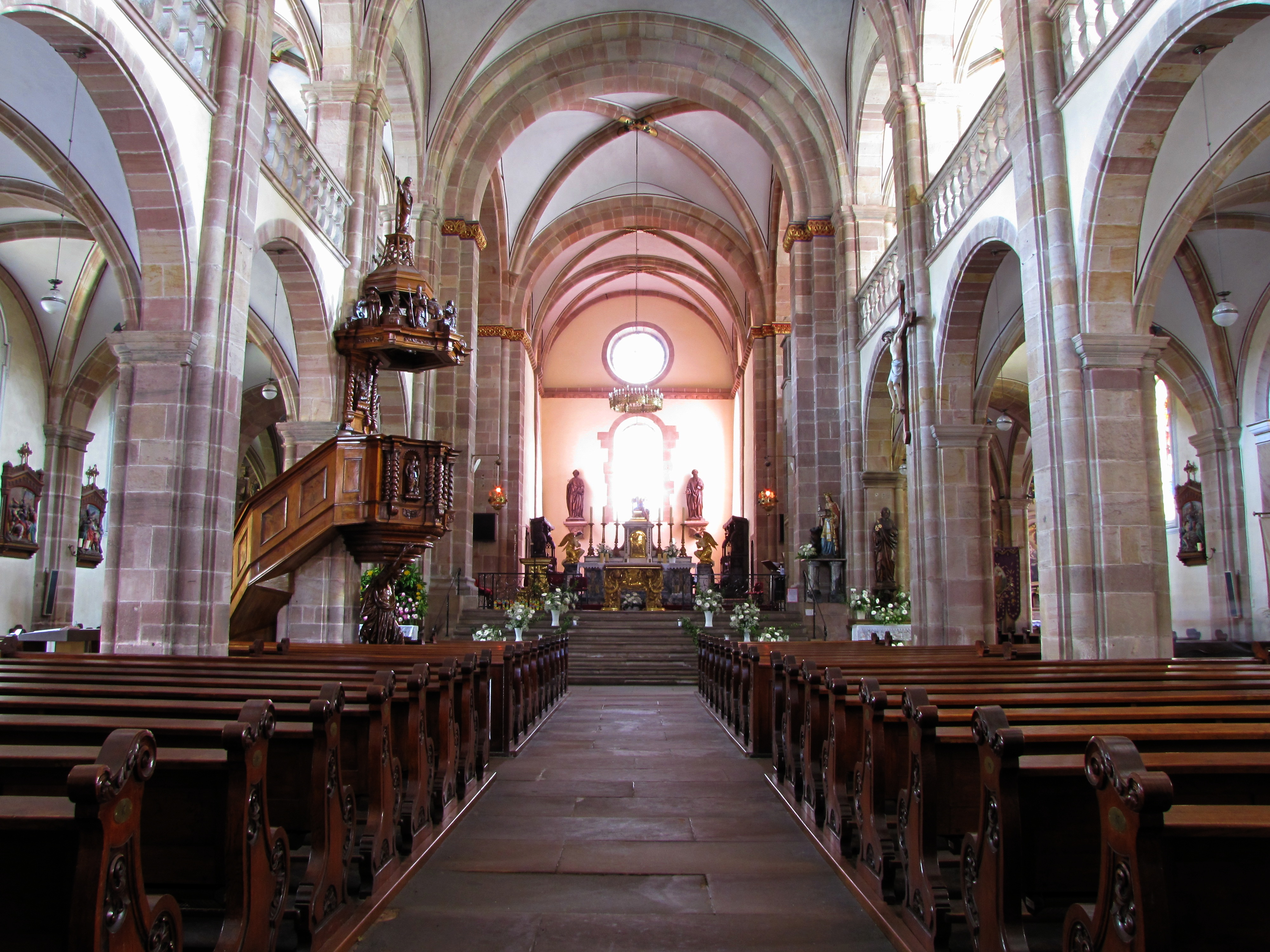
Vue intérieure de la nef vers le chœur.

#### La chapelle Saint-André, son cimetière avec ses tombes remarquables

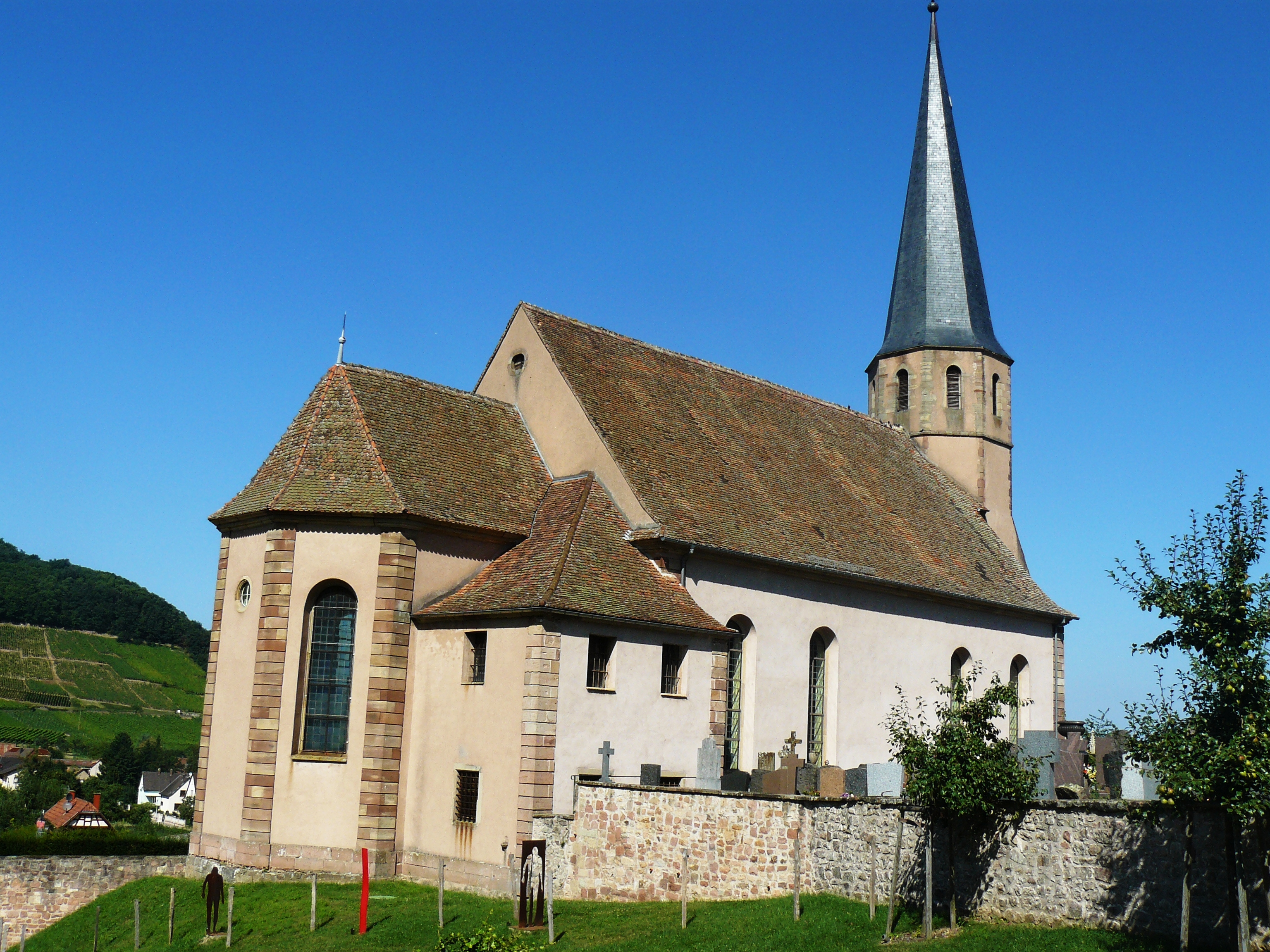
Chapelle Saint-André.

Anciennement chapelle du Saint-Sauveur, l'édifice primitif remonte à l'époque carolingienne. On peut encore voir, à travers une grille au ras du sol, les fondations romanes. Cette église est encore appelée chapelle du Cimetière par certains villageois. Cette église servait aussi aux habitants d'Eichhoffen qui ne disposaient pas d'église jusqu'en 1865. Entre 1777 et 1780, la chapelle Saint-André est agrandie pour répondre à la forte demande des communiants qui fréquentaient alors l'église. Les personnes décédées d'Eichhoffen étaient enterrées dans le cimetière à côté de l'église. Beaucoup d'anciennes tombes du cimetière ne sont donc pas ceux des habitants d'Andlau mais d'Eichhoffen. Après plusieurs années d'imbroglios entre Andlau et Eichhoffen, les catholiques de cette dernière cité feront construire leur propre église. La construction de cette chapelle est le fruit de plusieurs transformations. Le clocher de la chapelle est de forme octogonale. Dans le chœur médiéval, il existe encore des peintures murales qui datent du XVe siècle. Concernant le cimetière qui se trouve à côté de la chapelle, le commandeur Marx Cromer (Kremmer) fera élever à ses frais le mur qui entoure la chapelle, entre 1495 et 1537. La chapelle Saint-André doit beaucoup à de généreux donateurs. En 1896, grâce au docteur Stoltz, elle sera restaurée. À la fin du XXe siècle, des travaux de soutènement et de drainage seront entrepris pour éviter l'écroulement du mur qui donne sur la route. Au cours de la rénovation de 1974-1975, des lucarnes seront aménagées dans le beffroi puis enlevées. Pendant longtemps les processions s'arrêtaient devant la chapelle au même titre que les oratoires qui se trouvaient sur le parcours.

#### Fortifications
Jusqu’au XVe siècle, la ville en elle-même n’a pas de murs, mais contient deux sites fortifiés : la tour des Dicka, avoués de l’abbaye, et le château du Bas-Andlau, construit par les seigneurs d’Andlau entre 1334 et 1340 au sud de la ville. Ce dernier est intégré dans l’enceinte urbaine dont la construction commence en 1432. De construction assez sommaire, celle-ci comportait à l’origine six tours et trois tours-portes, mais la majeure partie en a été détruite au cours du XIXe siècle. Outre une partie de l’enceinte, il subsiste aujourd’hui des fortifications une des portes du château, la tour carrée de l’angle nord-est, une tour en fer-à-cheval à l’est et la tour carrée de l’angle sud-est, dite Hexenturm, ou tour des Sorcières, qui a servi de prison au XVIIIe siècle. Il ne reste aucune des trois tours-portes : la Spitaltor, ou Porte de l’Hôpital, au nord, a été abattue en 1820, la Haseltor, ou Porte des Noisetiers, au sud, a été démolie en 1856, l’Obertor, ou Porte Haute, au nord-ouest et qui avait conservée son pont-levis jusqu’à la fin du XVIIIe siècle, a été détruite en 1865.

#### Autres monuments
- Château d'Andlau du XIIIe siècle[28].
- Château du Spesbourg du XIIIe siècle[29].
- Ancien hôtel de la famille d'Andlau de 1582 (Renaissance) qui abrite désormais le centre d'interprétation du patrimoine les ateliers de la Seigneurie[30].

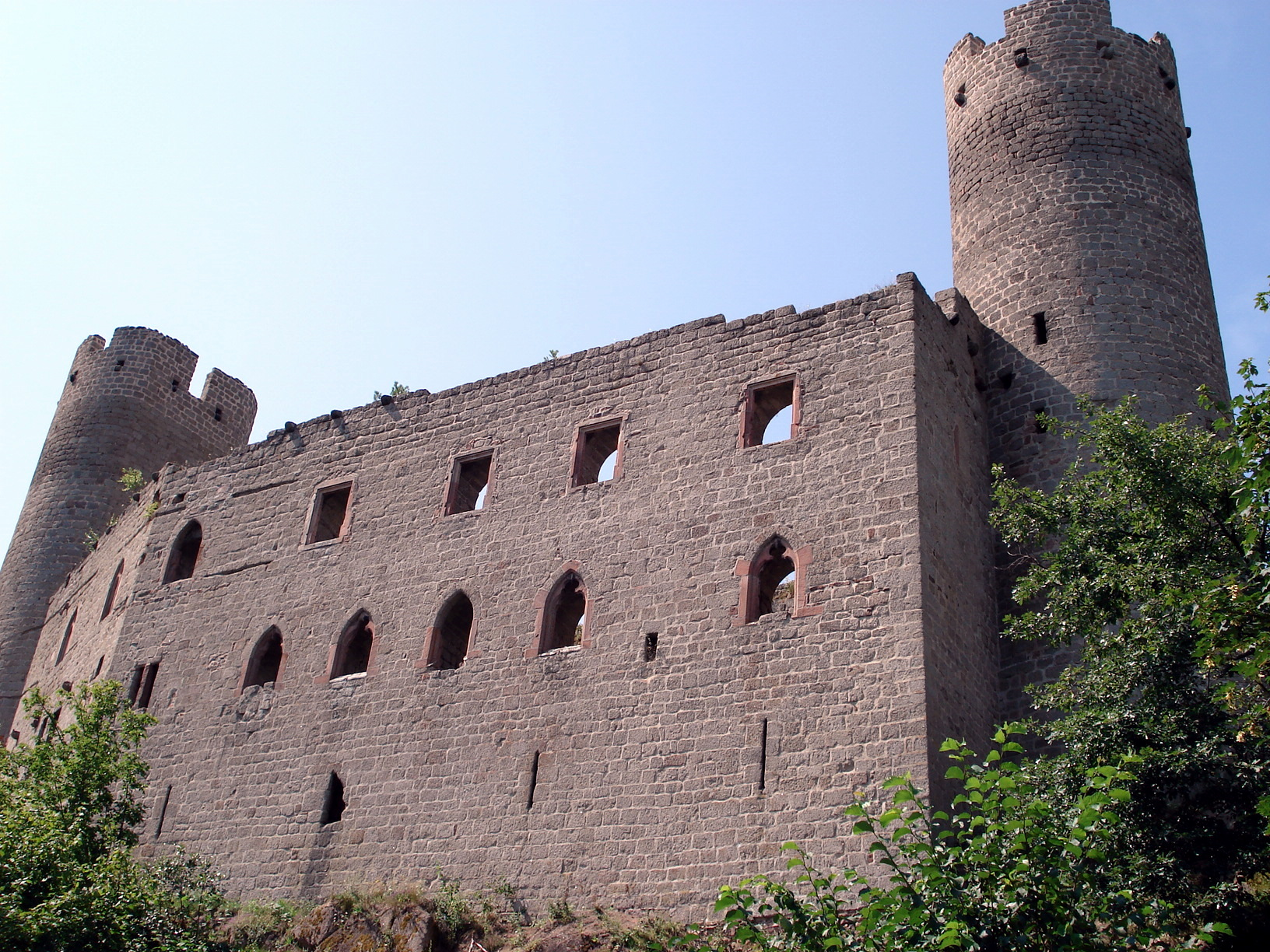
Château de Haut-Andlau.
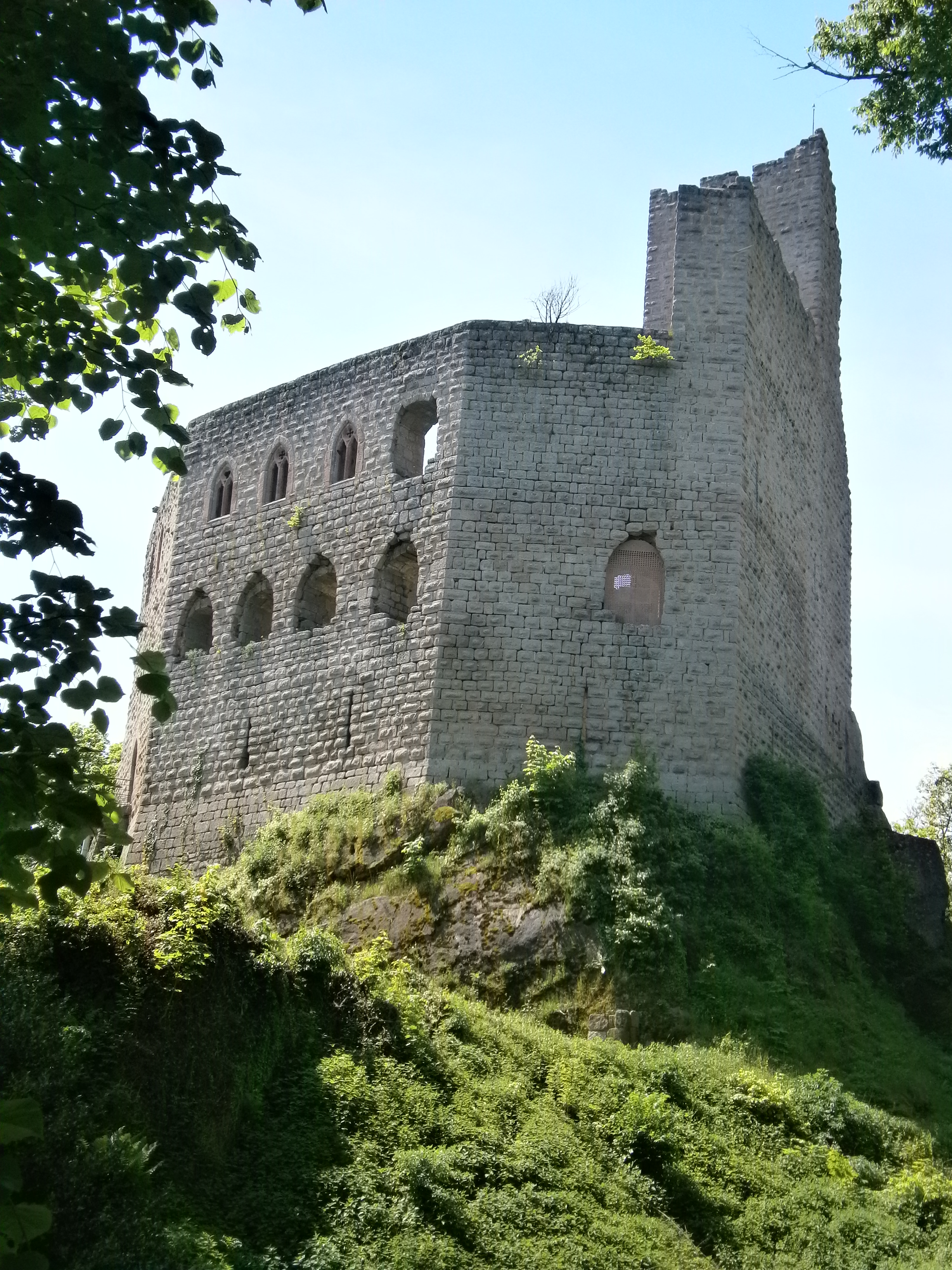
Château de Spesbourg.
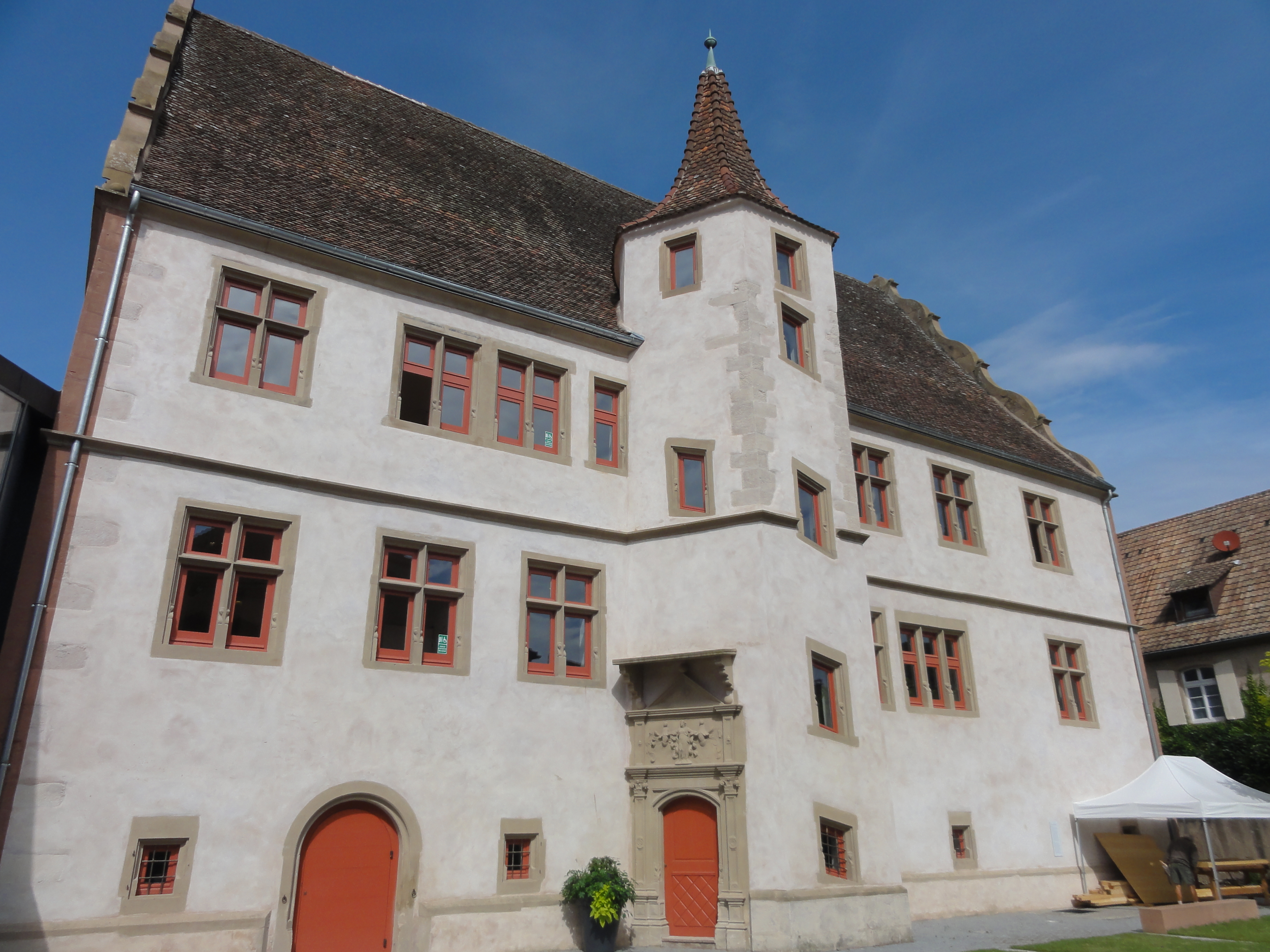
Ancien Hôtel d’Andlau dit « La Seigneurie » (1582).

- Hôpital Stolz-Grimm, ancienne résidence abbatiale
- Maison au 17, rue Docteur-Stoltz
- Puits Sainte-Richarde près du presbytère[31].

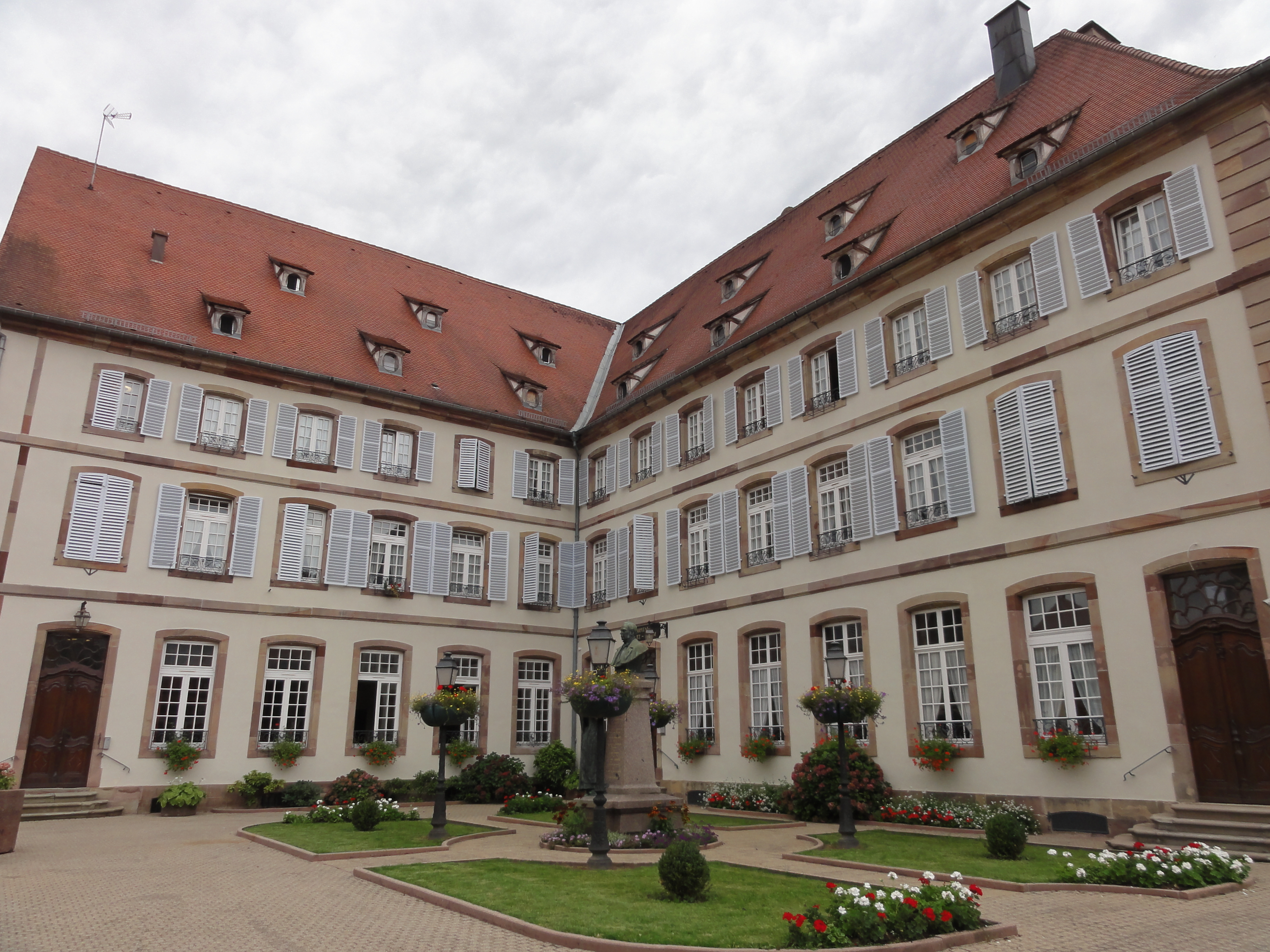
Ancienne résidence abbatiale dite hôpital Stolz-Grimm, actuellement Maison de retraite.
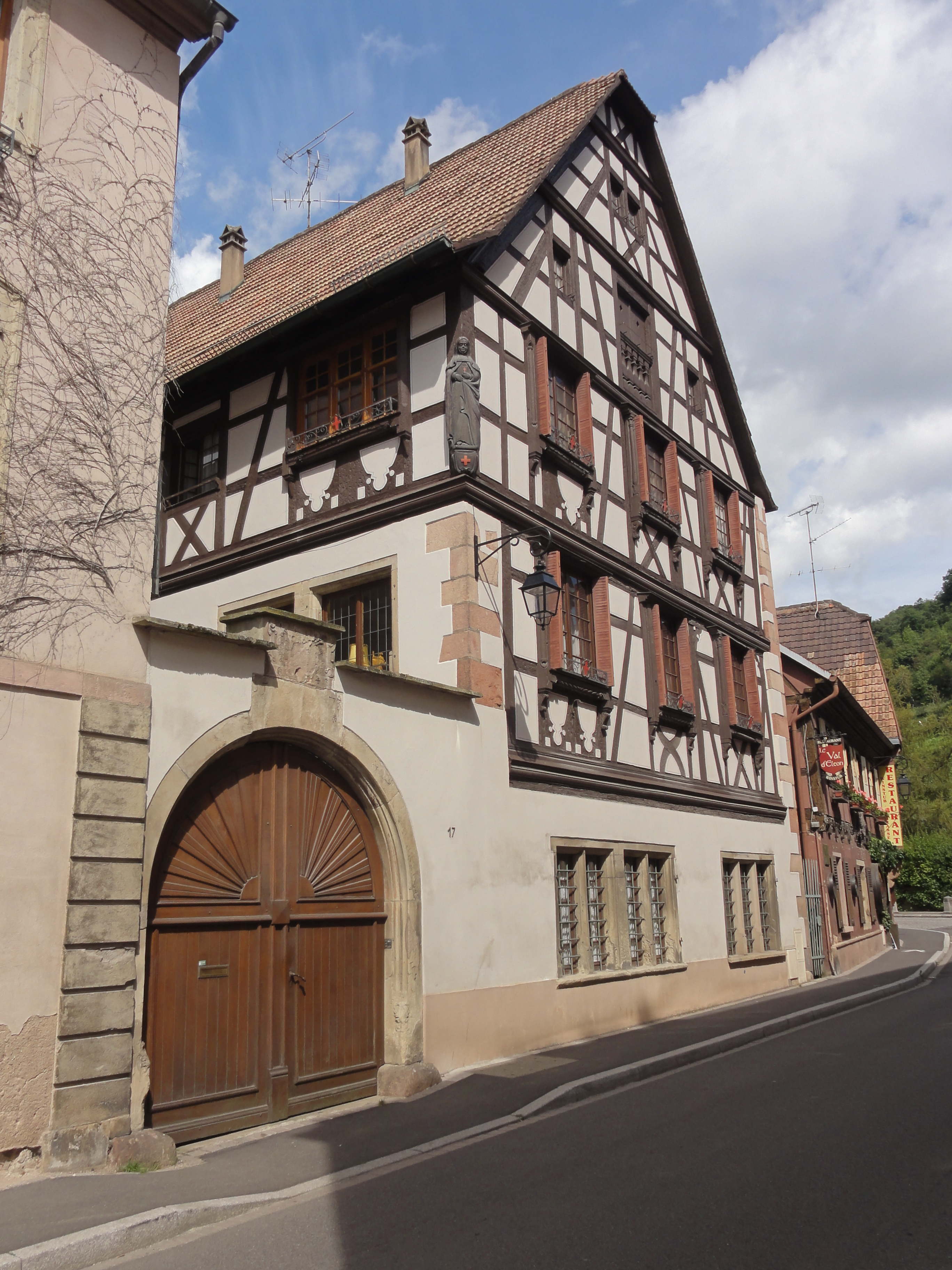
Maison (1573), ancien Hôtel d’Andlau, 17 rue du Docteur-Stoltz.
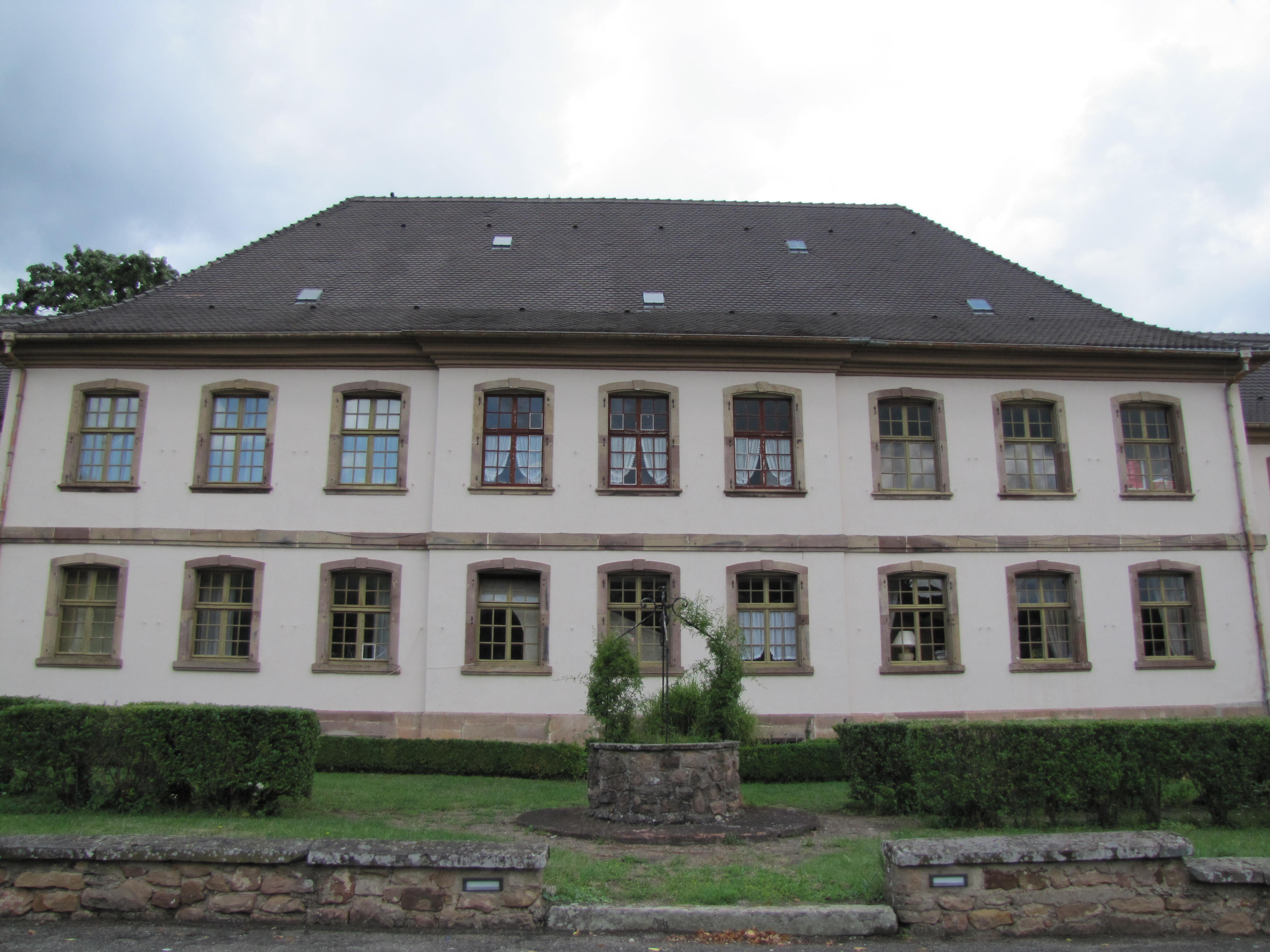
Ancienne Commanderie des Chevaliers Teutoniques (1741-1787).
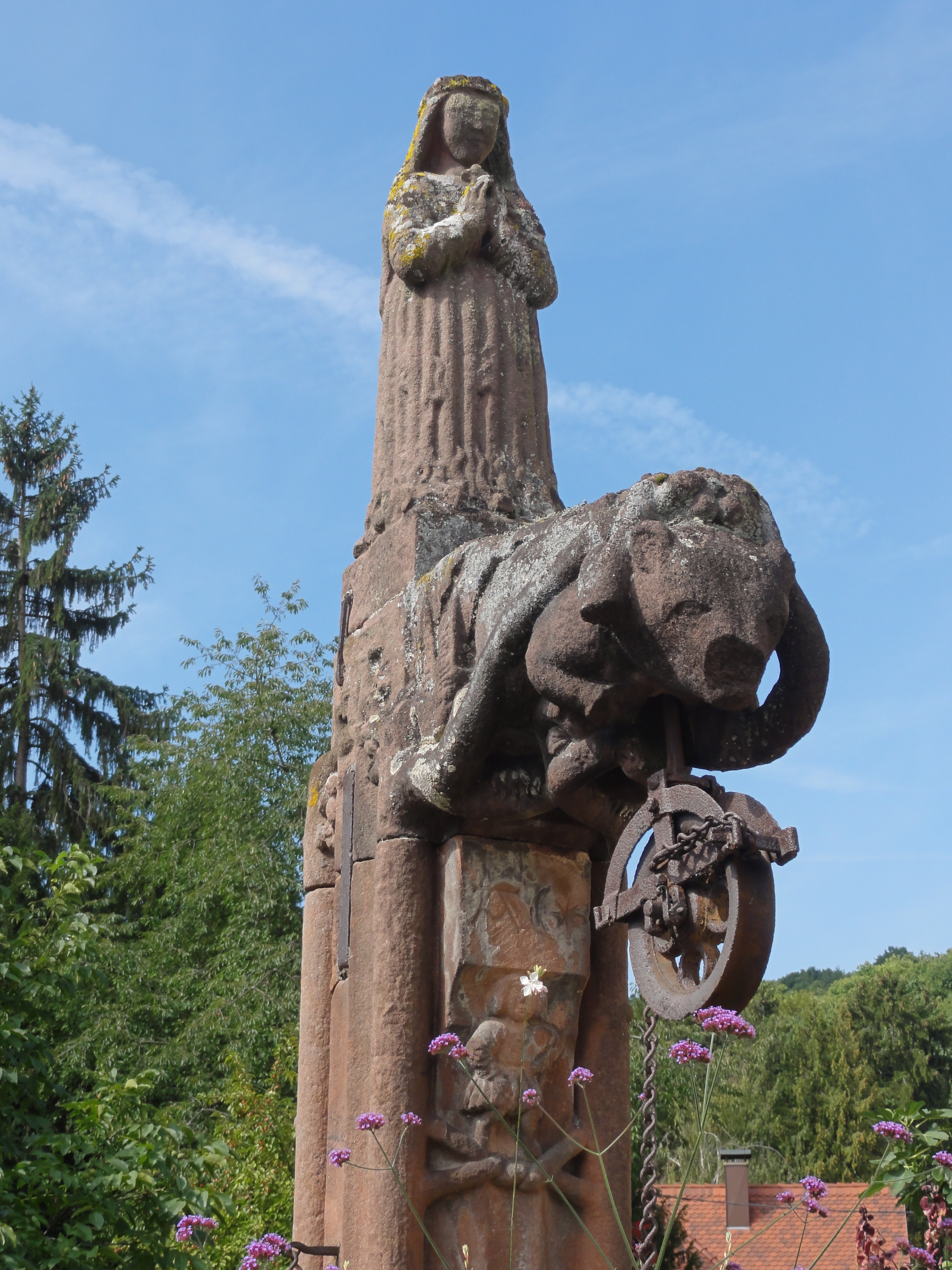
Puits Sainte-Richarde (1513).
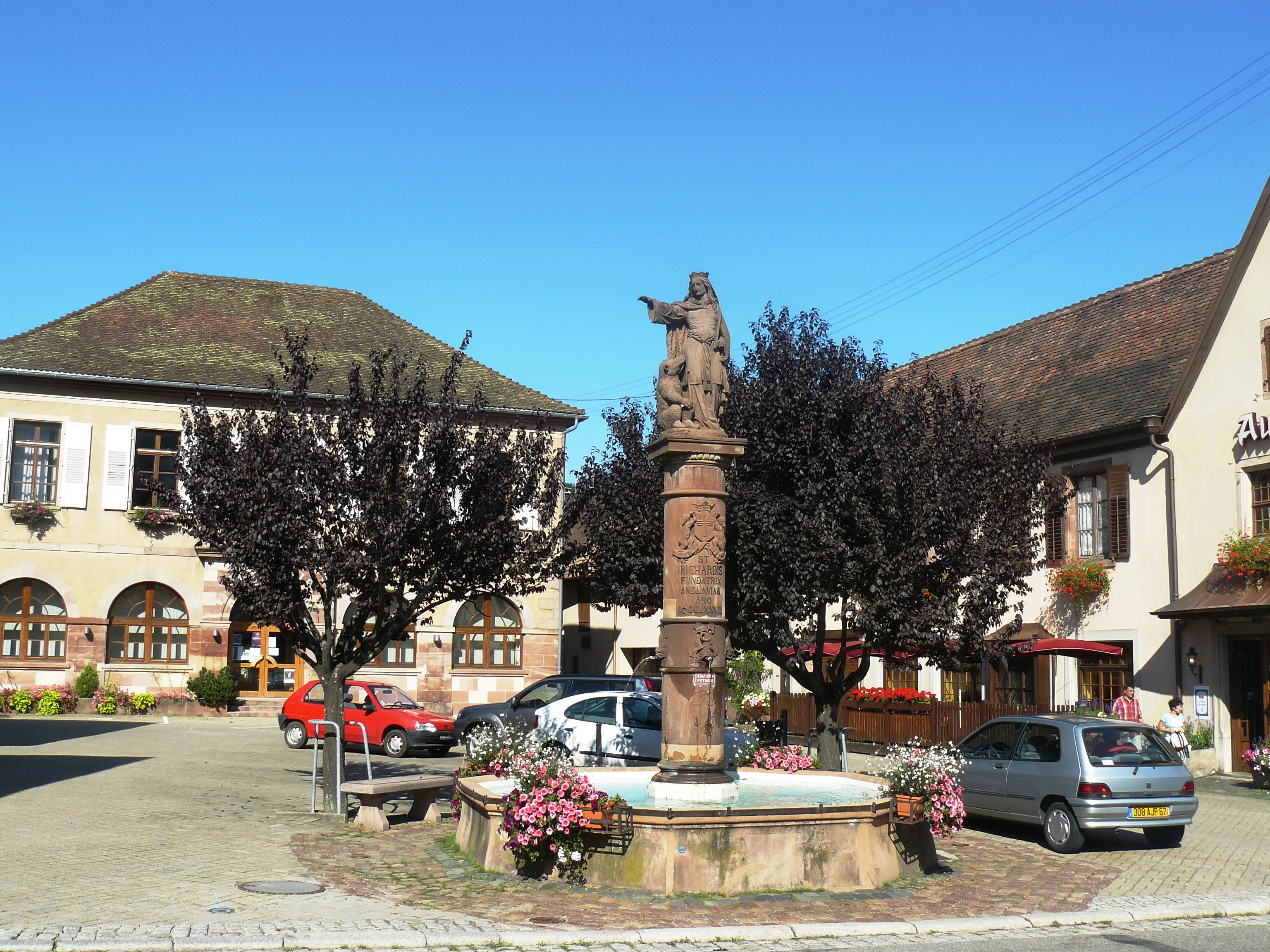
Fontaine Sainte-Richarde (1876).
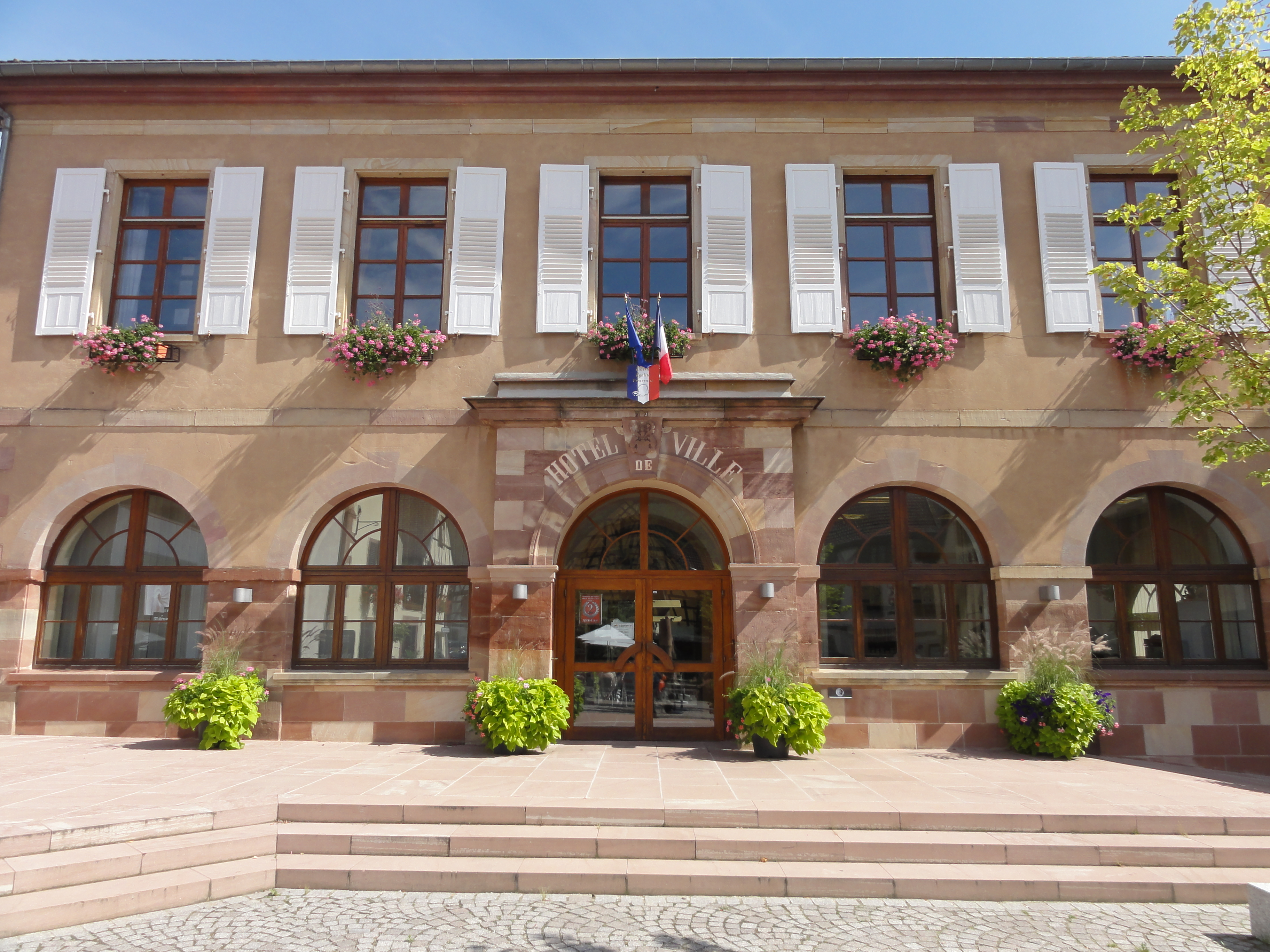
Mairie (1840).

### Personnalités liées à la commune
- Peter Hemmel von Andlau, peintre-verrier allemand né à Andlau vers 1420/1425 ;
- Philippe Christophe Hallez (30 avril 1778 - Haguenau † 18 novembre 1842 - Andlau), militaire et homme politique français du XIXe siècle ;
- Joseph Stoltz (1803-1896), gynécologue de réputation internationale, doyen de la Faculté de médecine de Strasbourg puis de celle de Nancy ;
- Alexis Kreyder (1839-1912), artiste peintre ;
- Joseph Sigrist (1885-1976), ancien sénateur-paysan ;
- Charles Kieffer (1903-1987), officier de la 1re division française libre, Compagnon de la Libération ;
- René Koering (1940-), compositeur, producteur et metteur en scène, né sur la commune ;